# استرموییه
استرموییه، روستایی از توابع بخش مرکزی، شهرستان بردسیر در استان کرمان ایران است.

## جمعیت
این روستا در دهستان کوه‌پنج قرار دارد و براساس سرشماری مرکز آمار ایران در سال ۱۳۹۵، جمعیت آن ۱۶ نفر (۴ خانوار) بوده‌است.